# I Shot the Sheriff
I Shot the Sheriff är en sång på engelska som den jamaicanske reggaemusikern Bob Marley skrev 1973. Den fanns ursprungligen med på The Wailers-albumet Burnin' från 1973. Året efter spelade Eric Clapton in låten till sitt album 461 Ocean Boulevard. Claptons version blev en stor hit och lade grunden för Marleys internationella genombrott. Den var också den enda covern av någon av Marleys låtar som låg etta på den amerikanska Billboardlistan under hans livstid.
1995 sjöng den svenska musikgruppen Just D sången med en svenskspråkig text, Jag sköt sheriffen, på sitt samlingsalbum Just D:s Gyldene och på singel.

### Fotnoter
1. ↑  ”Svensk mediedatabas”. http://smdb.kb.se/catalog/id/001509773. Läst 12 mars 2012.
2. ↑  ”Svensk mediedatabas”. http://smdb.kb.se/catalog/id/001509815. Läst 12 mars 2012.